# Aleš Bažant
Aleš Bažant (31 dicembre 1963) è un ex calciatore ceco, fino al 1993 cecoslovacco, di ruolo difensore.

## Carriera

### Nazionale
Gioca il suo unico incontro internazionale il 5 giugno 1985 contro la Svezia (2-0).

## Palmarès

### Club

#### Competizioni nazionali
- Coppa di Cecoslovacchia: 3

Dukla Praga: 1982-1983, 1984-1985, 1989-1990
- Campionato cecoslovacco: 1

Sparta Praga: 1990-1991